# Jule Goikoetxea Mentxaka
Jule Goikoetxea Mentxaka (San Sebastián, Guipúzcoa, 13 de diciembre de 1981) es una filósofa política, escritora y activista feminista vasca, conocida por su producción teórica y literaria.

## Biografía

### Formación universitaria e investigación académica
Se tituló en Filosofía y Periodismo en la Universidad del País Vasco y en Ciencias Políticas y Sociología en la Universidad de Cambridge. En la UPV/EHU de 2005 a 2007 realizó estudios doctorales en el programa Ciencia, Filosofía, Tecnología y Sociedad que continuó en 2008 con el máster War, Intervention and Development (Open University)
Obtuvo el doctorado en Filosofía en 2009. En su tesis La práctica de la incomunicación o el conflicto discursivo investiga el fenómeno de la incomunicación como algo constitutivo de la sociedad. Aquello que hace posible la comunicación es lo mismo que hace posible la incomunicación, la cual es entendida como un error en las teorías liberales de la comunicación (Searle, Habermas) que la autora critica, porque, entre otras cosas, las considera teorías lingüísticas no teorías discursivas. Según la autora, la teoría habermasiana no es una teoría del discurso, sino de la lingüística y la moral liberal. Para Goikoetxea, la incomunicación no se puede eliminar porque es constitutiva de la humanidad y la humanidad, como dice la autora, no tiene cura. Analiza cómo funciona tanto la práctica de la incomunicación como la práctica de la comunicación y utiliza para ello, predominantemente, la Escuela Francesa del Discurso. Define Práctica de la Incomunicación Discursiva como la puesta en juego. en la deliberación, de objetos discursivos no comunes y mutuamente excluyentes de manera que aun habiendo diálogo, no se da comunicación.
Entre 2010-2013 trabajó como investigadora posdoctoral en la Universidad de Cambridge en Reino Unido y en Queen's University en Canadá. Durante el 2016 realizó una investigación posdoctoral en la Universidad de Oxford, St. Antony's College, para la realización del libro publicado en 2017 "Privatizing Democracy: Global ideas, European politics and Basque territories", que posteriormente ha publicado en euskera, español e italiano.

### Trayectoria docente
Es profesora del Departamento de Ciencias Políticas en la Universidad del País Vasco. Fue Directora del Máster en Gobernanza y Estudios Políticos entre 2014-2016 e investiga en el International Gender Studies Centre de la Universidad de Oxford, en Bilbao (UPV-EHU) y en Barcelona (como miembro fundador de Critical Theory Group Bilbo-Barcelona), especialmente en la Universidad Pompeu Fabra y en la Universidad de Barcelona.
Ha publicado artículos científicos en editoriales como Taylor and Francis, Routledge y Springer; y en revistas como Regional and Federal Studies, Ethnopolitics, Nationalities Paper y Cambridge University Journal of Politics.

### Trayectoria activista feminista
Además de por su actividad académica es conocida por su activismo feminista, independentista y anticapitalista. Parte de su activismo se desarrolló en Berlín, sobre todo el activismo relacionado con el movimiento antiglobalización.[cita requerida] Para que las mujeres lleguen a ser un sujeto político, reivindica la existencia de espacios no mixtos de empoderamiento y organización. Es una de las voces que más está siguiendo y analizando el ascenso de la extrema derecha en España desde la irrupción de Vox en el panorama político.
Es editora de la colección LISIPE de Pensamiento Feminista. Tras la visita de Ángela Davis a España, juntamente con Idurre Eskisabel, Lorea Agirre y Maialen Lujanbio colaboró en la edición y traducción que Danele Sarriugarte hizo de su obra al vasco en Emakumeak, arraza eta klasea. (Mujeres, raza y clase).

### Trayectoria activista política
En las elecciones de Venezuela de 2024, es invitada como observadora internacional por el gobierno de Maduro y afirma en declaración conjunta reconociendo la victoria de Nicolás Maduro, la solidez de los resultados del Consejo Nacional electoral y solicitando a la comunidad internacional el reconocimiento de estas elecciones democráticas 

## Aportes teóricos
Goikoetxea es conocida por sus aportaciones a la teoría del discurso y la comunicación, el feminismo materialista, la democracia patriarcal, el nacionalismo y el estado. Ha analizado los mecanismos de la reproducción del poder político y social, incluido el prestigio, la autoridad y la violencia simbólica:  
Las categorías de hombre y de mujer, igual que las categorías de negro-blanco y de capitalista-obrero, son categorías socio-políticas y socio-económicas, no científicas, y dichas categorías no articulan la diferencia, sino la explotación. Jule Goikoetxea 
También ha investigado y teorizado sobre nacionalismo y soberanía, y más específicamente, sobre la privatización de la Democracia, proceso mediante el que la soberanía popular o el poder popular para decidir cómo autogobernarse queda en manos privadas (corporaciones, ejecutivos y lobbies). De esta manera, el poder popular o político queda privatizado mediante los ejecutivos y corporaciones actuales, lo que lleva a una mayor acumulación del capital en pocas manos. Por otro lado, defiende que el Estado no está desapareciendo sino que se está transformando para dar respuesta al nuevo autoritarismo neoliberal y patriarcal, proceso en el cual la Unión Europea funciona como dispositivo del capitalismo global con el objetivo de privatizar la democracia, es decir, el poder popular y político para el autogobierno:
La transferencia de las capacidades estatales y, por lo tanto, las capacidades públicas y políticas (desde la toma de decisiones, la elaboración de leyes y la implementación hasta la evaluación, re-regulación, producción y distribución) a manos privadas, ya sean expertos, lobbies, grupos de interés, actores ejecutivos o corporaciones: es lo que caracteriza la privatización de la democracia, y esa privatización de la democracia se hace privatizando el Estado, el territorio y la soberanía popular. Jule Goikoetxea
Dicho proceso se lleva a cabo mediante el sistema de gobierno no solo europeo, sino global, conocido como gobernanza multinivel y tiene como objetivo, según Goikoetxea, el desempoderamiento de las clases populares y muy especialmente de las mujeres, ya que el neoliberalismo y el capitalismo son patriarcales. Desarrolla lo que ella define como "Patriarcado capitalista" en sus artículos, tanto científicos como periodísticos, en sus columnas y sus libros. Una de sus últimas propuestas es la creación de un Estado Vasco Feminista, anticapitalista y federal desde un feminismo anticapitalista, materialista e interseccional:
No solo los Estados son patriarcales, el capitalismo lo es, el feudalismo lo fue y lo son en general las estructuras públicas y eso que llamamos "lo común". Y es patriarcal porque la sociedad es patriarcal. Por eso proponemos una república feminista, una sociedad feminista y un estado feminista. Porque de lo contrario, será patriarcal. Jule Goikoetxea
Además de publicar artículos, libros e investigaciones, participa en congresos, conferencias, debates y colabora con diferentes medios de comunicación desarrollando sus planteamientos políticos y elaborando su crítica a las propuestas neoidealistas y esencialistas del izquierdismo.
En 2019 Emakunde publica en euskera “La democracia patriarcal en la CAV (”EAEko demokrazia patriarkala") estudio liderado por Goikoetxea que analiza los mecanismos que reproducen el patriarcado en Euskadi y qué consecuencias tiene en el bienestar, el empoderamiento y la democratización de la vida de las mujeres, además de esbozar una propuesta programática para su superación que propone, entre otros aspectos, un sistema público fuerte y el protagonismo de las propias mujeres en la toma de decisiones .

## Obras
- Goikoetxea, J., Lujanbio, L., Rodriguez, Z. y Garai, E. "Democracia patriarcal" (Txalaparta, 2022)
- Goikoetxea, J. y Noguera, A. "Estallidos" (Barcelona, Bellaterra, 2021)
- Goikoetxea, J., Lujanbio, L., Rodriguez, Z. y Garai, E. “Euskal demokrazia patriarkala” (Elkar, 2020).
- Goikoetxea, J. "Por qué necesitamos un estado feminista" en "Terra de Ningú: perspectives feministes sobre la independència"] (Pollen, 2018).[32]
- Goikoetxea, J. "Crítica feminista a la teoría de la legitimidad liberal y patriarcal" en Norbert Bilbeny "Legitimidad y Acción Política" (Universitat Barcelona, 2018).[33]
- Goikoetxea, J. “Privatizando la Democracia: capitalismo global, política europea y estado español” (Barcelona: Icaria, 2018).[34]
- Goikoetxea, J. “Demokraziaren pribatizazioa: kapitalismo globala, europar politika eta euskal lurraldeak” (San Sebastián: Elkar, 2017).[35]
- Goikoetxea, J. “Privatizing Democracy” (Oxford: Peter Lang, 2017).[5]
- Goikoetxea, J.; Apaolaza, U.; Galfarsoro, I.; Olariaga, A. (2015) Independentzia helburu (Txalaparta).[36]
- Goikoetxea, J. Tractatus (ed. Susa, 2014).[37]
- Goikoetxea, J. La Práctica de la Incomunicación o el Conflicto Discursivo (2010). Alicante: Biblioteca Miguel de Cervantes.[38]
- Goikoetxea, J. “Nation and democracy building in contemporary Europe: the reproduction of the Basque demos” Nationalities Papers, 42(1) (2014a): 145-164.[39]
- Goikoetxea, J. “Emancipatory Nationalism and Catalonia” Ethnopolitics, 12(4)(2013c): 394-397.[40]
- Goikoetxea, J. “Nationalism and democracy in the Basque Country (1979-2012)” Ethnopolitics, 12(3) (2013a): 268-289.[41]
- Goikoetxea, J. Federalism and Democracy in the Basque Country: The Spanish Federal Challenge’ in The Ways of Federalism and the Horizons of the Spanish State of Autonomies (Springer: Alemania) (2013b), pp 811-824.[42]
- Goikoetxea,J. “Federalismo y Democracia en el País vasco: el reto federal español”, en Caminos del federalismo y los horizontes del estado de las autonomías español. (IVAP, 2014b): 1519-1533.[43]
- Goikoetxea, J. “El Consejo Europeo o el tabú de las democracias liberales europeas”, Journal of Euskonews, December, 556 (2010)[44]
- Goikoetxea, J. „Die Vollstandigkeit der Axiome des logischen Funktionenkalküls“ – Monatshefte für Mathematik und Physik, 37, pp. 349-360 (1930) – Kurt Gödel. GOGOA, Language, Knowledge, Communication and Action Journal VII – I (2007): 9-20. [Translation: German-Basque]"[45]

## Premios y reconocimientos
- 2017 Beca de Emakunde para la realización de trabajos de investigación titulada "Eaeko emakumeen despatriarkalizaio maila eta euskal demokraziaren kalitatean duen ondorioa".[46][31]
- 2014 Premio Lauaxeta de la Diputación Foral de Vizcaya en Poesía por Tractatus.[47]
- 2010-2011 Premio Tasa. St. Edmund's College. Universidad de Cambridge.